# Axinella meloniformis
Axinella meloniformis är en svampdjursart som beskrevs av Carter 1885. Axinella meloniformis ingår i släktet Axinella och familjen Axinellidae.
Artens utbredningsområde är havet kring Australien. Inga underarter finns listade i Catalogue of Life.